# Aimó I de Borbó
|  | No confondre amb Aimó de Borbó, arquebisbe de Bourges |

Aimó I de Borbó (c.900 - 950) va ser el primer senyor de Borbó. Era fill d'Aimar de Borbó, senyor de Souvigny, i Ermegarda.
En un principi va intentar recuperar la donació de Souvigny feta pel seu pare, però posteriorment, tenint por de ser excomunicat, abandonà les seves reclamacions i, fins i tot, al voltant de 950 hi va afegir l'alou de Longvé situat a la futura parròquia de Bressolles. Es casà amb una certa Aldesinda i tingué com a successor el seu fill Arquimbald I